# Sebastián Silva (Filmregisseur)

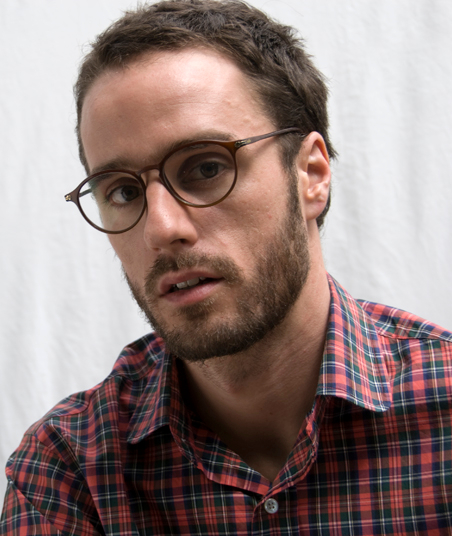
Sebastián Silva (2008)

Sebastián Silva Irarrázabal (* 9. April 1979 in Santiago de Chile) ist ein chilenischer Filmregisseur und Drehbuchautor. Er ist überwiegend in den USA tätig, auch als Illustrator und Musiker.

## Leben
Sebastián Silva wurde 1979 in Chiles Hauptstadt Santiago geboren und ist das zweitälteste von sieben Geschwistern, von denen einige als Schauspieler oder in anderen Funktionen an seinen späteren Filmen mitwirkten. Sie wuchsen in einer großen Familie mit einem Hausmädchen auf. Silva studierte von 1998 bis 2000 an der Film School of Chile, bevor er ins kanadische Montreal ging, um dort Animation zu studieren. Hier gründete er CHC (Congregación de Hermanos Contemplativos), die erste von mehreren Musikgruppen, mit denen er Mitte der 2000er Jahre auftrat und Aufnahmen machte. In dieser Zeit hatte Silva auch mehrere Ausstellungen seiner Illustrationen. Nach seinem Umzug nach New York gründete er die Labels Yaia und Los Mono und nahm 2005 eine Soloplatte mit dem Titel Iwannawin & Friends auf. Mit seinem chilenischen Filmemacherkollegen Pedro Peirano schrieb und inszenierte Silva seinen ersten Spielfilm La Vida me mata, eine Komödie über zwei Freunde mit diametral entgegengesetzten Ansichten über den Tod. Silvas zweiter Spielfilm  La Nana (The Maid) ist eine Komödie über eine Hausangestellte, die vor nichts zurückschreckt, um ihre langjährige Stellung bei einer Familie zu behalten. Der von Silva und Peirano gemeinsam realisierte Film erhielt eine Golden-Globe-Nominierung als bester fremdsprachiger Film und war beim Sundance Film Festival 2009 für den Großen Preis der Jury im World Cinema Dramatic Competition nominiert. La Nana wurde in Silvas Elternhaus gedreht, einer großbürgerlichen Villa mit Swimmingpool.
Bei den Internationalen Filmfestspielen in Berlin stellte Silva im Februar 2015 sein satirisches und provokantes Filmdrama  Nasty Baby vor, in dem er die Lebensweise der künstlerischen schwulen Mittelklasse porträtiert. Der Film wurde dort in der Sektion Panorama gezeigt und als bester Spielfilm mit LGBT-Bezug mit dem Teddy Award ausgezeichnet. Seine Schwarze Komödie Rotting in the Sun, in der sich der Influencer Jordan Firstman auf die Suche nach ihm, dem verschwundenen Regisseur Sebastián Silva, macht, feierte im Januar 2023 beim Sundance Film Festival seine Premiere. Er spielt in dem Film sich selbst.

## Filmografie
- 2007: La Vida Me Mata (Drehbuch und Regie)
- 2009: La Nana – Die Perle (La Nana, Drehbuch und Regie)
- 2010: Gatos Viejos (Drehbuch und Regie)
- 2012: The Boring Life of Jacqueline (Fernsehserie, Drehbuch und Regie bei 10 Folgen)
- 2013: Magic, Magic (Drehbuch und Regie)
- 2013: Crystal Fairy (Crystal Fairy y el cactus mágico, Drehbuch und Regie)
- 2015: Nasty Baby (Drehbuch und Regie)
- 2016: Madly (Drehbuch und Regie)
- 2016: Dolfun (Kurzfilm, Drehbuch und Regie)
- 2018: Fistful of Dirt (Drehbuch und Regie)
- 2018: Tyrel (Drehbuch und Regie)
- 2021: Indomable (Kurzfilm, Drehbuch und Regie)
- 2022: The Staircase (Miniserie, 8 Folgen)
- 2022: Los Espookys (Fernsehserie, Regie bei 4 Folgen)
- 2023: Rotting in the Sun (Drehbuch und Regie)

## Auszeichnungen
Filmfest München
- 2023: Nominierung für den CineRebels Award (Rotting in the Sun)[8]

Outfest Los Angeles LGBTQ+ Film Festival
- 2023: Auszeichnung mit dem Grand Jury Prize for Screenwriting - North American Narrative Feature (Rotting in the Sun)[9]

Seattle International Film Festival
- 2018: Nominierung im New American Cinema Competition (Tyrel)[10]

Sitges Film Festival
- 2013: Nominierung als Bester Film für die Maria (Magic, Magic)

Sydney Film Festival
- 2009: Nominierung als Bester Film (The Maid)[11]

Tribeca Film Festival
- 2016: Nominierung als Bester internationaler Spielfilm für den Jury Award (Madly)[12]